# Graafschap Heiligenberg

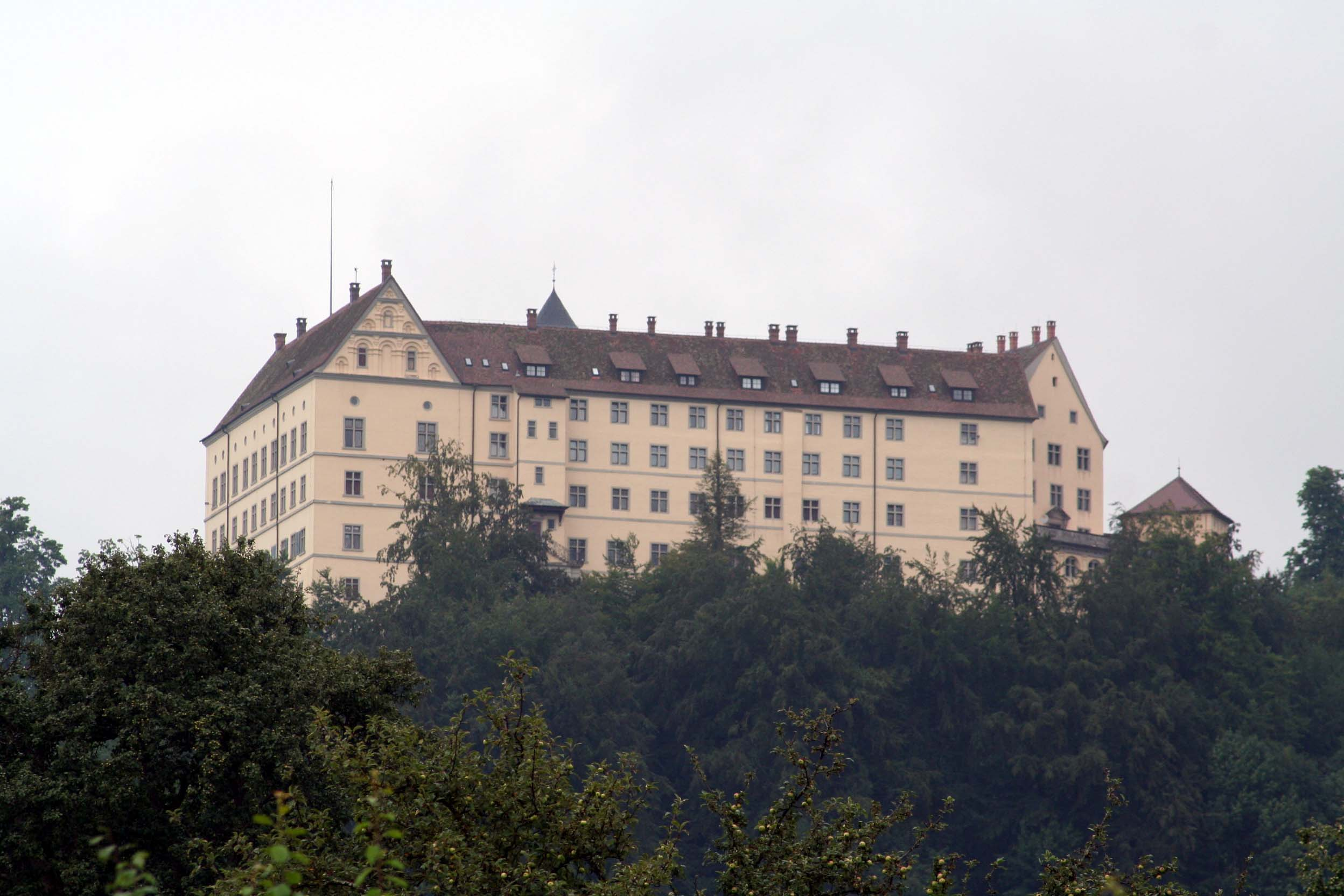
Slot Heiligenberg

Heiligenberg was een tot de Zwabische Kreits behorend graafschap binnen het Heilige Roomse Rijk, met als centrum Heiligenberg in Baden-Württemberg.
In de tiende eeuw werden de graven van Heiligenberg voor het eerst vermeld. Zij waren voogd van het bisdom Konstanz en partijganger van de koningen in de Investituurstrijd.
Berthold III was geestelijke en de laatste graaf. Hij verkocht het graafschap in 1277 aan Hugo II van Werdenberg.
De laatste graaf van Werdenberg-Heiligenberg verkocht het graafschap in 1413 aan het aartshertogdom Oostenrijk. Een jongere tak van het huis Werdenberg, die regeerde in Trochtelfingen, Sigmaringen en Veringen kocht het graafschap Heiligenberg terug.
De laatste graaf uit deze tak van het huis Werdenberg, Christof overleed in 1534. Zijn dochter Anna, gehuwd met Frederik van Fürstenberg erfde Heiligenberg, Trochtelfingen en Jungnau. Sigmaringen werd door de keizer terug genomen, waarna hij er de graaf van Hohenzollern mee beleende.
De zoons van Frederik en Anna deelden de bezittingen van hun ouders, waarbij Joachim de tak Fürstenberg-Heiligenberg stichtte. Op 12 mei 1664 werden de broers Frans Egon (bisschop van Straatsburg), Herman Egon en Willem Egon verheven tot rijksvorst. In 1716 stierf de tak Fürstenberg-Heiligenberg uit met vorst Anton Egon.
Uiteindelijk ging Heiligenberg in 1744 deel uitmaken van het onverdeelde vorstendom Fürstenberg.
Artikel 24 van de Rijnbondakte van 12 juli 1806 stelt het (grootste deel van het) vorstendom Fürstenberg (waaronder Heiligenberg) onder de soevereiniteit van het groothertogdom Baden. Een aantal heerlijkheden, waaronder Trochtelfingen en Jungnau werden onder de soevereiniteit van het vorstendom Hohenzollern-Sigmaringen gesteld: de mediatisering.